# Michał Miśkiewicz (piłkarz)
Michał Adam Miśkiewicz (ur. 20 stycznia 1989 w Krakowie) – polski piłkarz występujący na pozycji bramkarza. Wychowanek Kmity Zabierzów, gracz Milanu oraz Chievo, reprezentant Polski.

## Kariera klubowa

### Początki kariery
W wieku 14–15 lat Miśkiewicz rozpoczął treningi w Kmicie Zabierzów. Następnie występował kolejno w Świcie Krzeszowice, Tramwaju Kraków i MZKS Alwernia, ciągle jednak odbywał treningi z drużyną Kmity.

### Milan
Na początku 2007 roku Miśkiewicz dzięki pomocy menadżera, Gianluki Di Carlo wyjechał na testy do S.S. Lazio oraz Ascoli Calcio. W tym czasie otrzymał także oferty z wielu włoskich klubów, m.in. Sampdorii czy Genoi, jednak wybrał A.C. Milan, z którym w połowie lipca 2007 roku podpisał kontrakt. Przez kolejne dwa sezony był członkiem drużyny juniorskiej, która w 2009 roku sięgnęła po mistrzostwo Berretti.

#### Wypożyczenia
W lipcu 2009 roku Miśkiewicz został wypożyczony do Chievo, jednak w ciągu roku nie udało mu się zadebiutować w pierwszym zespole i grywał głównie w drużynie młodzieżowej.
Przed sezonem 2010/11 Miśkiewicz ponownie udał się na wypożyczenie, tym razem do czwartoligowego klubu Crociati Noceto. 18 sierpnia 2010 roku zadebiutował w nowych barwach podczas przegranego 0:1 meczu Pucharu Serie C z Carpi. W lutym 2011 roku Miśkiewicz udał się na testy do Polonii Warszawa, ostatecznie jednak pozostał w Crociati. Przez cały sezon pełnił głównie rolę dublera i na swój ligowy debiut musiał czekać do 27 marca 2011 roku, gdy wystąpił w przegranym 0:1 spotkaniu z L’Aquilą.
W sierpniu 2011 roku poinformowano, że Miśkiewicz spędzi sezon 2011/12 na wypożyczeniu z trzecioligowym FC Südtirol. 12 października rozegrał pełne 90 minut zremisowanego 1:1 ligowego meczu z Barlettą.

### Wisła Kraków
14 maja 2012 roku Wisła Kraków poinformowała, iż Miśkiewicz przybył do klubu na kilkudniowe testy. W tym czasie wystąpił w meczach sparingowych z Widzewem Łódź oraz Podbeskidziem Bielsko-Biała i 19 czerwca został zawodnikiem Wisły, z którą związał się dwuletnim kontraktem. 25 września w meczu 1/8 finału Pucharu Polski z Wartą Poznań Miśkiewicz zadebiutował w barwach klubu. Na ligowy debiut czekał do 8 grudnia, gdy wystąpił w przegranym 1:4 spotkaniu z Zagłębiem Lubin. Z klubu odszedł po zakończeniu sezonu 2013/14, nie przedłużywszy wygasającego kontraktu.
28 stycznia 2015 roku, po bezskutecznych poszukiwaniach nowego klubu oraz zakończonej rekonwalescencji, Miśkiewicz powrócił do Wisły, podpisując z nią półroczną umowę z opcją przedłużenia o dwa lata.

## Kariera reprezentacyjna
18 sierpnia 2007 roku Miśkiewicz zadebiutował w reprezentacji Polski do lat 19 podczas towarzyskiego meczu z Rosją. W grudniu 2013 roku został przed Adama Nawałkę powołany na styczniowe zgrupowanie reprezentacji Polski przed towarzyskimi spotkaniami z Norwegią i Mołdawią. 20 stycznia 2014 roku zadebiutował w kadrze A podczas meczu z Mołdawią.

## Statystyki kariery klubowej
(aktualne na dzień 6 stycznia 2019)
| Klub                   | Sezon   | Liga          | Liga  | Liga   | Puchary krajowe | Puchary krajowe | Puchary europejskie | Puchary europejskie | Suma  | Suma   |
| Klub                   | Sezon   | Liga          | Mecze | Bramki | Mecze           | Bramki          | Mecze               | Bramki              | Mecze | Bramki |
| ---------------------- | ------- | ------------- | ----- | ------ | --------------- | --------------- | ------------------- | ------------------- | ----- | ------ |
| A.C. Milan             | 2009/10 | Serie A       | 0     | 0      | 0               | 0               | 0                   | 0                   | 0     | 0      |
| Chievo (wyp.)          | 2009/10 | Serie A       | 0     | 0      | 0               | 0               | –                   | –                   | 0     | 0      |
| Crociati Noceto (wyp.) | 2010/11 | Serie C2      | 4     | 0      | 3               | 0               | –                   | –                   | 7     | 0      |
| FC Südtirol (wyp.)     | 2011/12 | Serie C1      | 1     | 0      | 1               | 0               | –                   | –                   | 2     | 0      |
| Wisła Kraków           | 2012/13 | Ekstraklasa   | 8     | 0      | 1               | 0               | –                   | –                   | 9     | 0      |
| Wisła Kraków           | 2013/14 | Ekstraklasa   | 37    | 0      | 2               | 0               | –                   | –                   | 39    | 0      |
| Wisła Kraków           | 2014/15 | Ekstraklasa   | 1     | 0      | 0               | 0               | –                   | –                   | 1     | 0      |
| Wisła Kraków           | 2015/16 | Ekstraklasa   | 16    | 0      | 0               | 0               | –                   | –                   | 16    | 0      |
| Wisła Kraków           | 2016/17 | Ekstraklasa   | 9     | 0      | 0               | 0               | –                   | –                   | 9     | 0      |
| UD Feirense            | 2017/18 | Primeira Liga | 2     | 0      | 0               | 0               | –                   | –                   | 2     | 0      |
| Korona Kielce          | 2018/19 | Ekstraklasa   | 1     | 0      | 0               | 0               | –                   | –                   | 1     | 0      |
| Suma                   | Suma    | Suma          | 79    | 0      | 7               | 0               | 0                   | 0                   | 86    | 0      |

## Statystyki kariery reprezentacyjnej
| #  | Data             | Reprezentacja | Miejsce       | Przeciwnik | Rezultat | Gole | Rozgrywki       |
| -- | ---------------- | ------------- | ------------- | ---------- | -------- | ---- | --------------- |
| 1. | 18 sierpnia 2007 | U-19          | Moskwa, Rosja | Rosja U-19 | 3:1      |      | Mecz towarzyski |
| 1. | 20 stycznia 2014 | A             | Abu Zabi, ZEA | Mołdawia   | 1:0      |      | Mecz towarzyski |

## Sukcesy

### Milan
- Berretti: 2008/09